# Kloster Rechentshofen
Das Kloster Rechentshofen (Marienkron) war ein um 1240 an der Stelle einer früheren Siedlung gegründetes Nonnenkloster des Zisterzienserordens südöstlich von Hohenhaslach (heute Ortsteil von Sachsenheim im Landkreis Ludwigsburg in Baden-Württemberg). Das Klosterleben endete im Zuge der Reformation in Württemberg 1564. Seit 1648 ist das ehemalige Kloster württembergische Domäne.

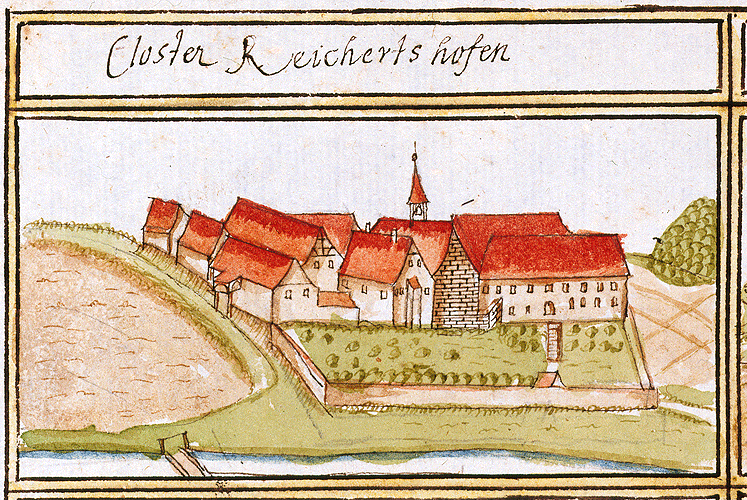
Domäne Rechentshofen 1684 im Forstlagerbuch von Andreas Kieser

## Geschichte

### Klostergründung
Das Kloster wurde um 1240 von dem edelfreien Belrein von Eselsberg und seiner Frau Agnes von Bilversheim gegründet, die es mit Gütern und Zehnten in Rechentshofen, Auenbühl (heute Bühlwäldle nördlich vom Kloster) und im nahen Hartwald (darauf Nonnenhart genannt) begabten. Wann ihr Entschluss zur Klostergründung fiel, ist unbekannt. Die Vermutung, dass er im Zusammenhang mit dem Aufenthalt des Zisterzienser-Generalabts Konrad von Urach in Südwestdeutschland zwischen 1224 und 1226 erfolgt sei, ist nicht belegbar und eher unwahrscheinlich, da es derzeit noch gar keine Frauenklöster in diesem Orden gab. Vielmehr dürften die Sorge um das persönliche Seelenheil mit entsprechender Grablege und die Versorgung einer Eselsberg-Tochter den ohne männlichen Nachkommen gebliebenen Stifter zur Klostergründung bewogen haben. Belreins Tochter Berchtrad wurde denn auch Äbtissin des Klosters, das als Grablege ihrer Eltern und später auch der Familie ihrer mit Graf Konrad von Vaihingen verheirateten Schwester Agnes dienen sollte. Dass trotz dieser Verbindung kein Graf von Vaihingen die Stiftung bezeugte, sondern Graf Hartmann I. von Grüningen die weltliche Zeugenreihe anführte, erklärte der Landeshistoriker Hansmartin Decker-Hauff damit, dass dieser Hartmann ebenfalls eine Tochter Belreins zur Frau gehabt habe. Weitere Zeugen waren neben dem Speyerer Bischof Konrad von Eberstein und dem Abt von Kloster Maulbronn Konrad von Sternenfels mit Sohn, Konrad von Lomershein, Berchtold, Vogt von Weißenstein, und dessen Brüder Belrein und Helfrich.

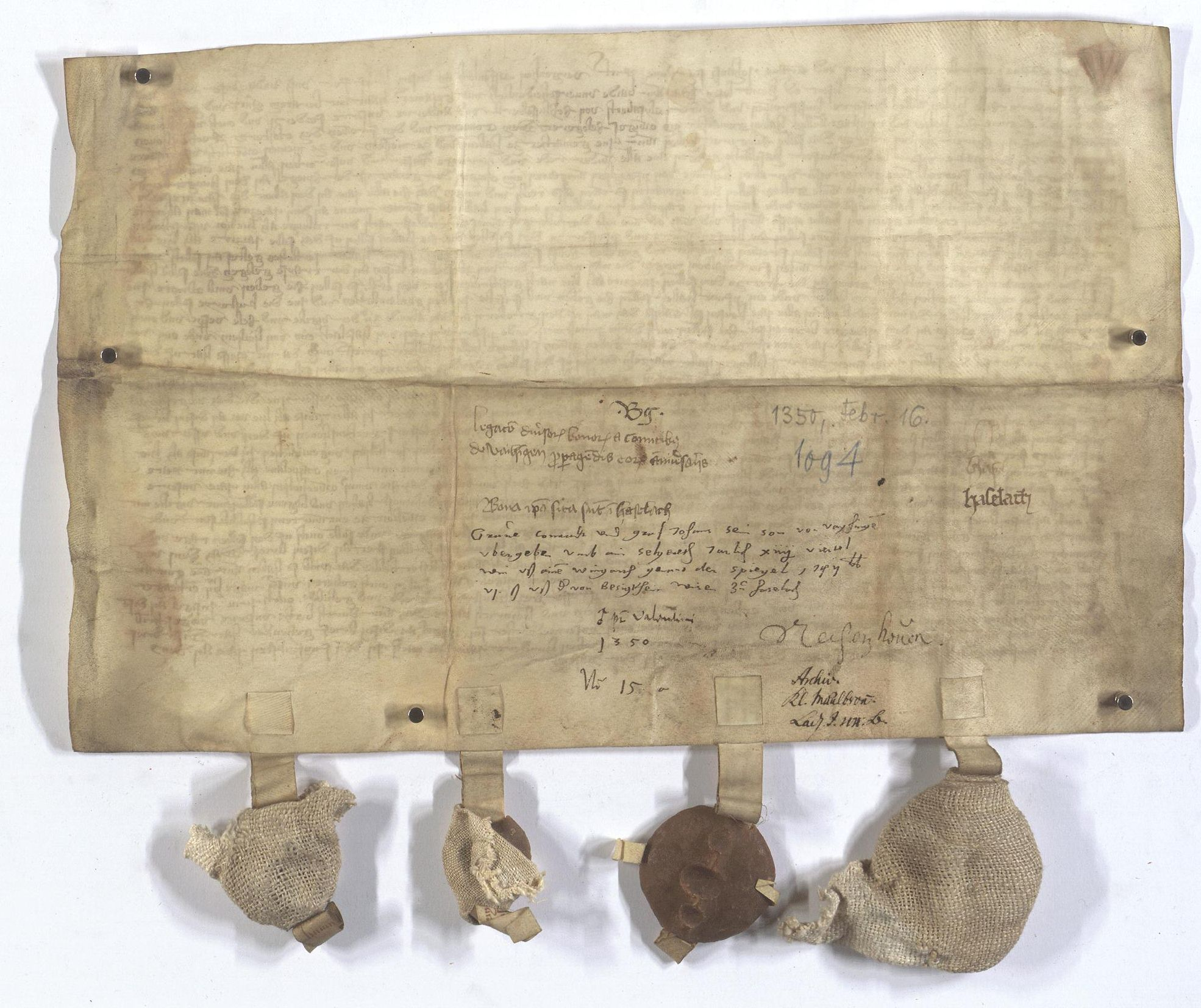
Schenkungsurkunde der Grafen Konrad und Johann von Vaihingen (1350)

### Entwicklung
Das Kloster war ein Frauenkloster, während der Zisterzienserorden ursprünglich nur Männerklöster errichtet hatte. Es zählte daher zunächst nicht zum Zisterzienserorden, stand jedoch in enger Verbindung zum nahen Kloster Maulbronn und wurde 1267 auch formell in den Orden aufgenommen. Wie alle Zisterzienserklöster war das Kloster der Jungfrau Maria geweiht und trug daher auch den Namen Corona Sanctae Mariae bzw. Marienkron (Mariäkron), der sich allerdings landläufig nicht durchgesetzt hat.
Der Klosterbesitz umfasste neben dem eigentlichen Kloster auch den kleinen Ort Rechentshofen mit einigen umliegenden Ländereien, die hauptsächlich aus Stiftungen derer von Eselsburg und deren Nachfolgern, den Grafen von Vaihingen stammten. Weitere Stifter waren umliegende Geschlechter wie die Herren von Enzberg, die Herren von Riexingen und besonders die Herren von Sachsenheim, die damit Einfluss auf die Wahl der Äbtissinnen gewannen. So brachten 1379 Kleinhans von Sachsenheim und Fritz Osterbrunn von Riexingen als deren Vormünder Gutlin, Tochter ihres verstorbenen Vetters Heinrich von Riexingen, im Kloster unter, die von 1428 bis 1444 als Äbtissin Guta von Riexingen in Rechentshofen belegt ist.
Das Kloster blieb stets klein und zählte nie mehr als 20 Nonnen. Die Klostergebäude waren anfangs einfache Holzbauten und konnten erst rund 50 Jahre nach der Gründung durch Geldmittel aus einem päpstlichen Ablass von 1288 durch massive Steinbauten ersetzt werden. In der Klosterkirche wurden nach Belrein von Eselsberg († um 1252) und dessen Frau auch die Grafen von Vaihingen bestattet.
Die Entwicklung des Klosters folgte der des Zisterzienserordens. Im Laufe der Zeit wurden die anfangs strengen Ordensregeln gelockert und ledige Töchter aus Niederadelsfamilien erhielten im Gegenzug für Stiftungen Aufnahme in das Kloster, das dadurch den Charakter eines Damenstifts erhielt. Im 15. und 16. Jahrhundert öffnete man sich auch für Töchter aus höheren Bürgerfamilien. Mit Anna Strölerin aus Ulm gab es damals einmalig auch eine bürgerliche Äbtissin. Die Lockerung der Ordensregeln in Bezug auf Privatbesitz führten dazu, dass zahlreiche Stiftungen an einzelne Ordensfrauen, aber nicht mehr an das Kloster selbst gingen, wodurch es manche Ordensfrauen zu Wohlstand brachten, während das Kloster selbst keinen Aufschwung erfuhr. Die Haupteinnahmen des Klosters stammten aus Pacht und Zinserträgen, außerdem besaß das Kloster auch eine Mühle. Über die Finanzen wachte ein Prokurator des Klosters Maulbronn.
Nach dem Aussterben der Grafen von Vaihingen kam mit deren Besitz neben Burg Eselsberg auch die Schirmvogtei über das Kloster Rechentshofen an das Haus Württemberg. Im Zuge seiner Klosterreformen gelang es Graf Eberhard im Bart 1485 nicht, die schwächelnden Frauenklöster Rechentshofen und Kirchbach zu vereinigen. Von württembergischer Seite trachtete man allgemein danach, die Macht der Klöster zu schwächen, und zog im frühen 16. Jahrhundert die Gerichtshoheit über die Klöster an sich. Außerdem wurden württembergische Hofmeister bestellt, die die Klosterwirtschaft verwalteten.

### Zerstörung und Abwicklung
Im Bauernkrieg wurde das Kloster 1525 durch aufständische Bauern unter dem Anführer Hans Menckler aus Bönnigheim geplündert und niedergebrannt. Wenig später übernahm Württemberg im Zuge der Reformation die vollständige und tiefgreifende Kontrolle über das Kloster: man verbot katholische Zeremonien, gestaltete die Kleiderordnung und Besuchsregelungen neu und behielt sich die Genehmigung von Ein- und Austritten vor etc. Die vielfache Bevormundung und die teils handgreiflich ausgetragenen Glaubensstreitigkeiten innerhalb des Konvents führten dazu, dass das Kloster 1564 ohne offizielle Aufhebung erlosch. Die letzte verbliebene Nonne Magdalena Schenkin von Winterstetten erhielt ein herzogliches Leibgeding und verstarb 1579 in Vaihingen. Von 1583 bis 1588 war das ehemalige Kloster herzogliches Jagdschloss für die Jagd auf dem Stromberg, danach wurde es landwirtschaftlich genutzt.
Während des Dreißigjährigen Krieges kam es ab 1634 kurzzeitig im Zuge der Gegenreformation zu einer Klosterneugründung, doch wurde das Kloster nach dem Westfälischen Frieden von 1648 endgültig geschlossen und ging vollends in württembergischen Besitz über. Das ehemalige Kloster wurde als Domäne betreiben und stand unter der Verwaltung des Stabsamts Freudental, das mit den Einnahmen aus der Bewirtschaftung insbesondere Schulen finanzierte. Die Hofmeisterei wurde der Vogtei in Bietigheim unterstellt. Die zum Kloster gehörigen landwirtschaftlichen Flächen wurden in Ober- und Unterhof aufgeteilt, der Unterhof wurde 1798 von einem Bauern erworben. Die von Kleinsachsenheim aus betreute protestantische Gemeinde in Rechentshofen nutzte die Klosterkirche und den Friedhof noch bis um 1800. Im Jahr 1807 wurde die Klosterkirche geschlossen, später wurde sie zu Wirtschafts- und Wohnzwecken umgebaut.

### Verpachtete Domäne
Bei der Neugliederung Südwestdeutschlands im Zuge der Napoleonischen Kriege nach 1803 kam die Domäne vom Kirchen- und Schulvermögen zum Staatsvermögen und 1812 in den Besitz der Hofdomänenkammer. Im Jahr 1813 wurde in Rechentshofen ein eigenes Stabsamt errichtet, das zugleich Kameralverwaltung der Hof- und Domänenkammer war; in Rechentshofen etablierte man eine Bierbrauerei, die jedoch nach wenigen Jahren wegen zu geringer Erträge wieder aufgegeben werden musste. Ein Jahr später wurden die Besitzungen des aufgelösten Kameralamts Freudental ebenfalls dem Stabsamt Rechentshofen zugeschlagen, aber 1817 löste die Hofdomänenkammer das Stabsamt auf und unterstellte ihre Besitzungen dem neu errichteten Hofkameralamt Freudental.

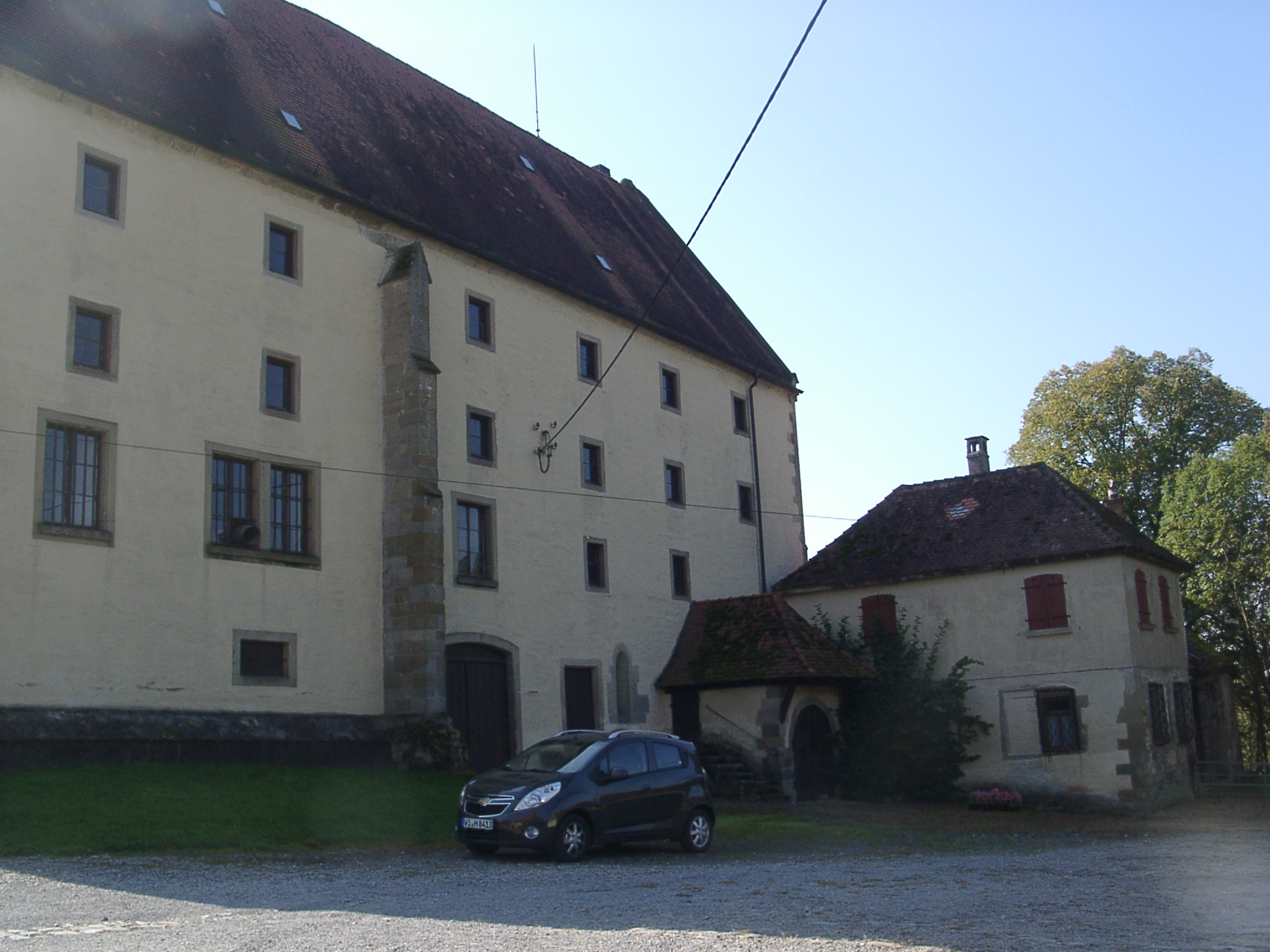
Relikt des ehemaligen Klosters

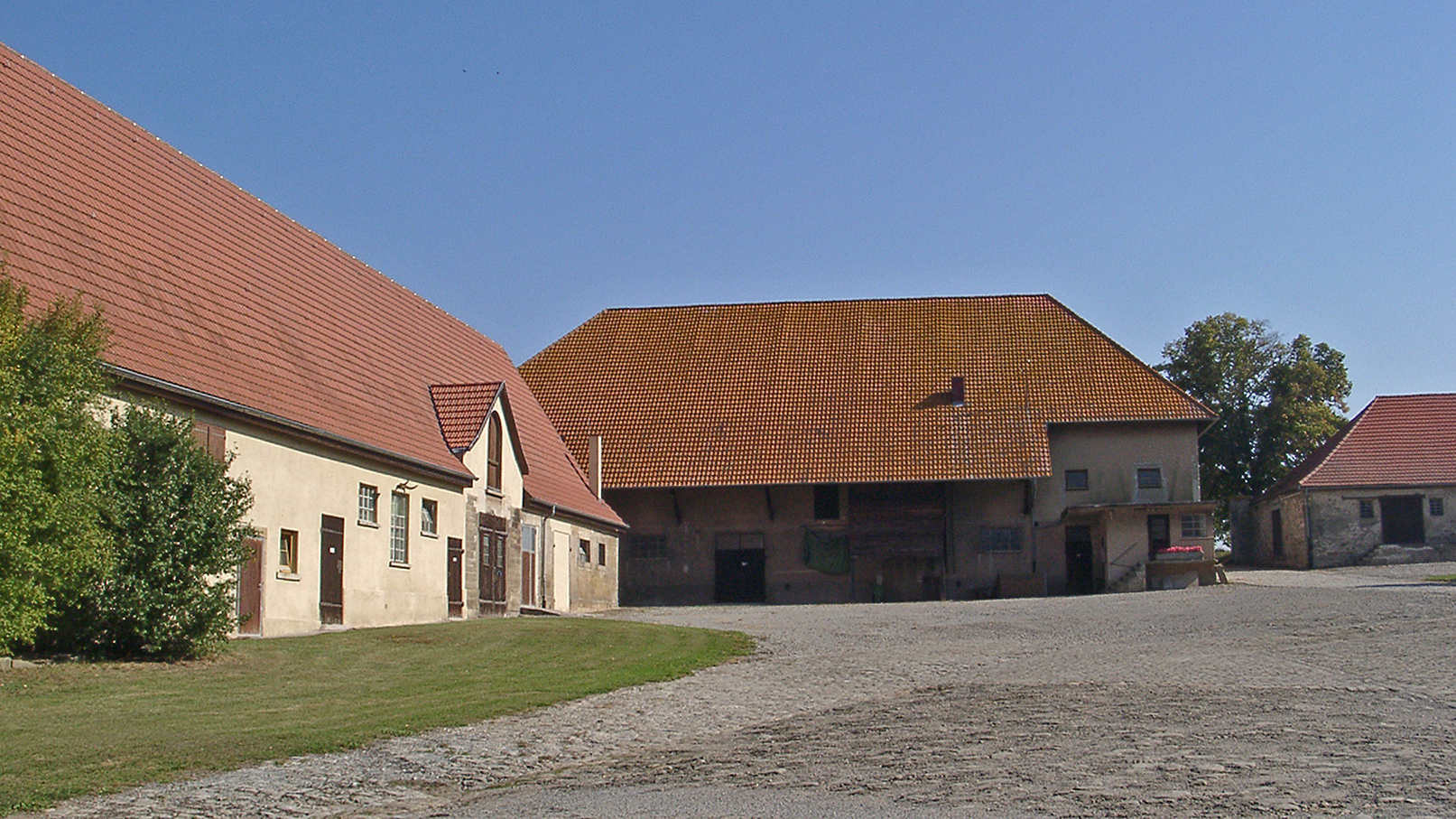
Wirtschaftsgebäude der Domäne Rechentshofen

Seitdem wurde Rechentshofen als Domäne geführt und verpachtet. Folgende Pächter bewirtschafteten sie:
- Karl und Josef Rauth, Offenau, Oberamt Neckarsulm (1817–1863)
- Josef Rauth (1863–1870)
- Wilhelm Jung, Bruchsal (1870–1874)
- Friedrich Eßich, Pächter der hofkammerlichen Domäne Wilhelmshof (1874–1886)
- Fritz Eßich (1886–1898)
- Ernst Eßich (1898–1936)

Seit 1874 pachteten fünf Generationen der Familie Eßich die Domäne. Durch die Bodenreformen nach dem Ersten und Zweiten Weltkrieg verkleinerte sich die Pachtfläche von einst 254 Hektar auf 180 Hektar. Auf den abgetretenen Flächen entstanden teilweise Aussiedlerhöfe.

## Bauten und Anlage
In dem heute überwiegend auf Schweinezucht, Zuckerrüben- und Sonnenblumenanbau sowie Saatvermehrung spezialisierten Hofgut sind noch mehrere auf das einstige Kloster zurückgehende Gebäude erhalten, darunter die nach Brand 1882 in vereinfachter Form wiederaufgebaute ehemalige Klosterkirche sowie der unter dem Wohnhaus liegende große Keller aus der Zeit um 1600.
Erhalten ist auch die unter der Kirche liegenden Krypta, die noch aus der Klosterzeit stammt. Die Decke ist als Kreuzgewölbe ausgebildet. Die Krypta diente einst als begehbare Grabstätte. Während des Zweiten Weltkrieges wurde sie durch Einbau einer Ziegelwand und einer Tür zum Luftschutzraum für die auf der Domäne lebenden Bewohner umgebaut. Zusätzlich wurde noch ein Gang zum großen tiefergelegenen Keller gegraben, um bei Verschüttung des Haupteingangs einen Notausgang zu haben.